# Heading for a Storm
| 전문가 평가                      | 전문가 평가 |
| 평가 점수                        | 평가 점수   |
| 출처                             | 점수        |
| -------------------------------- | ----------- |
| AllMusic                         | [ 1 ]       |
| Collector's Guide to Heavy Metal | 10/10       |
| Melodic                          | [ 3 ]       |

《Heading for a Storm》은 1983년 10월 28일, 앳코 레코드에서 발매된 네덜란드의 하드 록 밴드 반덴버그의 두 번째 스튜디오 음반이다.

## 커버 아트
이 커버 아트는 황량한 사막의 고속도로와 큰 상어들이 도로 위에 날고 있다. 음반 커버의 그림은 기타리스트 아드리안 반덴버그에 의해 만들어졌다.

## 상업적 성과
네덜란드에서는 이전 싱글 〈Differential Worlds〉가 싱글 차트에서 17위까지 올랐고, 음반 차트 8주째에 톱 50에 진입하여 2주 동안 14위에 올랐다. 게다가, 이 음반은 일본에서 처음으로 오리콘 LP 차트에 진입했고, 71위를 기록하며 6주 만에 100위권에 진입했다.
반면 미국에서는 전작만큼 성공을 거두지 못해 빌보드 200 169위에 올랐고 싱글곡으로는 〈Friday Night〉가 《빌보드》 메인스트림 록 차트 29위에 올랐다.

## 곡 목록
모든 곡들은 아드리안 반덴버그에 의해 작사/작곡하였다.
| #  | 제목                    | 재생 시간 |
| -- | ----------------------- | --------- |
| 1. | 〈Friday Night〉        | 3:37      |
| 2. | 〈Welcome to the Club〉 | 3:30      |
| 3. | 〈Time Will Tell〉      | 3:48      |
| 4. | 〈Different Worlds〉    | 4:36      |

| #  | 제목                      | 재생 시간 |
| -- | ------------------------- | --------- |
| 5. | 〈This Is War〉           | 4:01      |
| 6. | 〈I'm on Fire〉           | 4:18      |
| 7. | 〈Heading for a Storm〉   | 4:03      |
| 8. | 〈Rock On〉               | 4:05      |
| 9. | 〈Waiting for the Night〉 | 4:27      |